# Équipe d'Algérie de football en 1996
L'équipe d'Algérie de football participe lors de cette année à la Coupe d'Afrique des nations 1996 organisée en Afrique du Sud et aux Tours préliminaires de la Coupe du monde 1998 ainsi qu'aux Qualifications pour la Coupe d'Afrique des nations 1998. L'équipe d'Algérie est entraînée par Ali Fergani.

## Déroulement de la saison

### Classement FIFA 1996
Le tableau ci-dessous présente les coefficients mensuels de l'équipe d'Algérie publiés par la FIFA durant l'année 1996.
| Mois | janv. | fév. | Mars | Avril | Mai | Juin | Juillet | Août | sept. | oct. | nov. | déc. |
| Rang | 44    | 44   | 44   | 46    | 46  | 46   | 44      | 43   | 44    | 46   | 49   | 49   |

### Classement de la CAF
Le tableau ci-dessous présente les coefficients mensuels de l'équipe d'Algérie dans la CAF publiés par la FIFA durant l'année 1996.
| Mois | janv. | fév. | Mars | Avril | Mai | Juin | Juillet | Août | sept. | oct. | nov. | déc. |
| Rang | 10    | 10   | 10   | 10    | 10  | 10   | 9       | 8    | 8     | 8    | 9    | 8    |

## Les matchs
| Date            | Stade, Ville, Pays                                  | Adversaire     | Score | Comp | Buteurs algériens           |
| 7 janvier 1996  | Stade National de Maputo,Mozambique                 | Mozambique     | 1 - 0 | A    |                             |
| 14 janvier 1996 | Free State Stadium Bloemfontein, Afrique du Sud     | Zambie         | 0 - 0 | CAN  |                             |
| 18 janvier 1996 | Free State Stadium Bloemfontein, Afrique du Sud     | Sierra Leone   | 2 - 0 | CAN  | Meçabih 41e 63e             |
| 24 janvier 1996 | Boet Erasmus Stadium Port Elizabeth, Afrique du Sud | Burkina Faso   | 2 - 1 | CAN  | Lounici 2e, Dziri 75e       |
| 27 janvier 1996 | FNB Stadium Johannesburg, Afrique du Sud            | Afrique du Sud | 2 - 1 | CAN  | Lazizi 84e                  |
| 26 mai 1996     | Sultan Qaboos Sports Complex Mascate, Oman          | Oman           | 0 - 1 | A    | Tasfaout 4e                 |
| 28 mai 1996     | Sultan Qaboos Sports Complex Mascate, Oman          | Oman           | 0 - 1 | A    | Meçabih 66e                 |
| 2 juin 1996     | Moi International Sport Center Nairobi, Kenya       | Kenya          | 3 - 1 | QCM  | Zerrouki 78e                |
| 14 juin 1996    | Stade du 5 Juillet 1962 Alger, Algérie              | Kenya          | 1 - 0 | QCM  | Tasfaout 81e                |
| 6 octobre 1996  | Stade du 5 Juillet 1962 Alger, Algérie              | Côte d'Ivoire  | 4 - 1 | QCAN | Meçabih 7e 9e, Saïb 41e 89e |

## Coupe d'Afrique des nations de football 1996
La Coupe d'Afrique des nations de football 1996 démarre le 13 janvier 1996 en Afrique du Sud.

### 1ertour

#### Groupe B
| Entraîneur :        |
| Algérie Ali Fergani |

| Entraîneur :        |
| Algérie Ali Fergani |

| 18 janvier 1996 | Algérie         | 2 – 0                                                | Sierra Leone | Free State Stadium, Bloemfontein         |                                          |
| 19h gmt         | Meçabih 41e 63e |                                                      |              | Spectateurs : 800 Arbitrage : Ian McLeod | Spectateurs : 800 Arbitrage : Ian McLeod |
| 19h gmt         | Lazizi 26e      | le quotidien d'oran N° 333 du samedi 20 janvier 1996 | Wurie 37e    | Spectateurs : 800 Arbitrage : Ian McLeod | Spectateurs : 800 Arbitrage : Ian McLeod |

| 24 janvier 1996 | Algérie                | 2 – 1 | Burkina Faso | EPRFU Stadium, Port Elizabeth                  |                                                |
| 19h gmt         | Lounici 2e · Dziri 75e |       | 83e Zongo    | Spectateurs : 180 Arbitrage : Charles Massembé | Spectateurs : 180 Arbitrage : Charles Massembé |
| 19h gmt         | Dziri                  |       |              | Spectateurs : 180 Arbitrage : Charles Massembé | Spectateurs : 180 Arbitrage : Charles Massembé |

| Place | Club         | Pts | J | V | N | D | Buts + | Buts - | Diff. |
| 1er   | Zambie       | 7   | 3 | 2 | 1 | 0 | 9      | 1      | +8    |
| 2e    | Algérie      | 7   | 3 | 2 | 1 | 0 | 4      | 1      | +3    |
| 3e    | Sierra Leone | 3   | 3 | 1 | 0 | 2 | 2      | 7      | -5    |
| 4e    | Burkina Faso | 0   | 3 | 0 | 0 | 3 | 3      | 9      | -6    |

### Quarts de finale
| 27 janvier 1996 | Afrique du Sud         | 2 – 1 | Algérie    | FNB Stadium, Johannesburg                    |                                              |
| 13h (gmt)       | Fish 72e · Moshoeu 85e |       | 84e Lazizi | Spectateurs : 80 000 Arbitrage : Ali Bujsaim | Spectateurs : 80 000 Arbitrage : Ali Bujsaim |
| 13h (gmt)       | ENTV                   |       |            | Spectateurs : 80 000 Arbitrage : Ali Bujsaim | Spectateurs : 80 000 Arbitrage : Ali Bujsaim |

## Meilleurs buteurs
- 2 buts
  - Ali Meçabih
- 1 but
  - Tarek Lazizi
  - Khaled Lounici
  - Billel Dziri

Légende: A : Match amical  / CAN : Coupe d'Afrique des nations de football 1996 / QCAN : Qualifications à la Coupe d'Afrique des nations de football 1998 / QCM : Tours préliminaires à la Coupe du monde de football 1998

### Bilan
| Rang | Équipe  | Pts | J  | G | N | P | Bp | Bc | Diff |
| ---- | ------- | --- | -- | - | - | - | -- | -- | ---- |
| #    | Algérie | 19  | 10 | 6 | 1 | 3 | 13 | 8  | +5   |

## Effectif
| Numéro / Nom       | Numéro / Nom             | Équipe          | Sél. (but)      | Date de naissance                 | J.              |                 |                 |                 |                 |
| Gardiens de but    | Gardiens de but          | Gardiens de but | Gardiens de but | Gardiens de but                   | Gardiens de but | Gardiens de but | Gardiens de but | Gardiens de but | Gardiens de but |
| ------------------ | ------------------------ | --------------- | --------------- | --------------------------------- | --------------- | --------------- | --------------- | --------------- | --------------- |
|                    | Omar Hamenad             | JS Kabylie      |                 | 7 février 1969 (âgé de 26 ans)    |                 |                 |                 |                 |                 |
|                    | Mohamed Haniched         | US Chaouia      |                 |                                   |                 |                 |                 |                 |                 |
| Défenseurs         |                          |                 |                 |                                   |                 |                 |                 |                 |                 |
|                    | Rezki Amrouche           | JS Kabylie      |                 | 17 novembre 1970 (âgé de 25 ans)  |                 |                 |                 |                 |                 |
|                    | Omar Belatoui            | MC Oran         |                 | 4 septembre 1969 (âgé de 26 ans)  |                 |                 |                 |                 |                 |
|                    | Tarek Ghoul              | USM El Harrach  |                 | 6 janvier 1975 (âgé de 21 ans)    |                 |                 |                 |                 |                 |
|                    | Fayçal Hamdani           | WA Boufarik     |                 | 13 juillet 1970 (âgé de 25 ans)   |                 |                 |                 |                 |                 |
|                    | Tarek Lazizi             | MC Alger        |                 | 8 juin 1971 (âgé de 24 ans)       |                 |                 |                 |                 |                 |
|                    | Mahieddine Meftah        | JS Kabylie      |                 | 25 septembre 1968 (âgé de 27 ans) |                 |                 |                 |                 |                 |
|                    | Mourad Slatni            | CR Belouizdad   |                 | 5 février 1966 (âgé de 29 ans)    |                 |                 |                 |                 |                 |
| Milieux de terrain |                          |                 |                 |                                   |                 |                 |                 |                 |                 |
|                    | Karim Bakhti             | CR Belouizdad   |                 |                                   |                 |                 |                 |                 |                 |
|                    | Billel Dziri             | USM Alger       |                 | 21 janvier 1972 (âgé de 23 ans)   |                 |                 |                 |                 |                 |
|                    | Tahar Cherif El Ouazzani | MC Oran         |                 | 10 juillet 1967 (âgé de 28 ans)   |                 |                 |                 |                 |                 |
|                    | Abdelaziz Guechir        | CA Batna        |                 | 6 avril 1968 (âgé de 27 ans)      |                 |                 |                 |                 |                 |
|                    | Moussa Saïb              | AJ Auxerre      |                 | 5 août 1969 (âgé de 26 ans)       |                 |                 |                 |                 |                 |
|                    | Abdelhafid Tasfaout      | AJ Auxerre      |                 | 11 février 1969 (âgé de 26 ans)   |                 |                 |                 |                 |                 |
|                    | Sid Ahmed Zerrouki       | MC Oran         |                 | 30 septembre 1970 (âgé de 25 ans) |                 |                 |                 |                 |                 |
| Attaquants         |                          |                 |                 |                                   |                 |                 |                 |                 |                 |
|                    | Ali Dahleb               | WA Tlemcen      |                 | 25 octobre 1969 (âgé de 26 ans)   |                 |                 |                 |                 |                 |
|                    | Kamel Kaci-Saïd          | Zamalek SC      |                 | 13 décembre 1967 (âgé de 28 ans)  |                 |                 |                 |                 |                 |
|                    | Khaled Lounici           | USM El Harrach  |                 | 9 juillet 1967 (âgé de 28 ans)    |                 |                 |                 |                 |                 |
|                    | Ali Mecabih              | MC Oran         |                 | 2 avril 1972 (âgé de 23 ans)      |                 |                 |                 |                 |                 |
|                    | Azzedine Rahim           | USM Alger       |                 | 31 mars 1972 (âgé de 23 ans)      |                 |                 |                 |                 |                 |
|                    | Nacer Zekri              | MC Alger        |                 |                                   |                 |                 |                 |                 |                 |
| Sélectionneur      |                          |                 |                 |                                   |                 |                 |                 |                 |                 |
|                    | Ali Fergani              |                 |                 | 21 septembre 1952 (âgé de 43 ans) |                 |                 |                 |                 |                 |
| Réserve            |                          |                 |                 |                                   |                 |                 |                 |                 |                 |
|                    |                          | Pays inconnu    |                 |                                   |                 |                 |                 |                 |                 |
| Blessé             |                          |                 |                 |                                   |                 |                 |                 |                 |                 |
| A'                 |                          | Pays inconnu    |                 |                                   |                 |                 |                 |                 |                 |

 = capitaine --  Gardien de butDéfenseurMilieu de terrainAttaquantSélectionneur